# الامو اوکس (کالیفرنیا)
الامو اوکس، کالیفرنیا (به انگلیسی: Alamo Oaks, California) یک محدوده ثبت‌نشده در ایالات متحده آمریکا است که در شهرستان کونتار کوستایک ایالت کالیفرنیا واقع شده‌است.

## خصوصیات
الامو اوکس ۱۵۷ متر بالاتر از سطح دریا واقع شده‌است.